# Élections législatives de 1978 dans le Morbihan
Les élections législatives françaises de 1978 se déroulent les 12 et 19 mars 1978. Dans le département du Morbihan, six députés sont à élire dans le cadre de six circonscriptions.

## Élus
| Circonscription                                 | Député sortant   | Parti | Parti | Député élu ou réélu   | Parti | Parti     |
| ----------------------------------------------- | ---------------- | ----- | ----- | --------------------- | ----- | --------- |
| 1re                                             | Jean Grimaud *   |       | RI    | Paul Chapel           |       | UDF (PR)  |
| 2e                                              | Yvonne Stéphan * |       | RI    | Christian Bonnet      |       | UDF (PR)  |
| 3e                                              | Jean Pascal      |       | RPR   | Jean-Charles Cavaillé |       | RPR       |
| 4e                                              | Loïc Bouvard     |       | CDS   | Loïc Bouvard          |       | UDF (CDS) |
| 5e                                              | Yves Allainmat   |       | PS    | Jean-Yves Le Drian    |       | PS        |
| 6e                                              | Yves Le Cabellec |       | CDS   | Yves Le Cabellec      |       | UDF (CDS) |
| * député sortant ne se représentant pas en 1978 |                  |       |       |                       |       |           |

## Résultats

### Résultats à l'échelle du département
| Parti          | Parti                                       | Premier tour | Premier tour | Second tour | Second tour | Sièges |
| Parti          | Parti                                       | Voix         | %            | Voix        | %           | Sièges |
| -------------- | ------------------------------------------- | ------------ | ------------ | ----------- | ----------- | ------ |
|                | Union pour la démocratie française          | 128 707      | 38,64        | 98 107      | 35,21       | 4      |
|                | Rassemblement pour la République            | 45 463       | 13,65        | 65 686      | 23,58       | 1      |
|                | Divers droite dont DC                       | 23 361       | 7,01         | Retrait     | Retrait     | 0      |
|                | Centre national des indépendants et paysans | 490          | 0,15         |             |             | 0      |
|                | Majorité présidentielle                     | 198 021      | 59,46        | 163 793     | 58,79       | 5      |
|                |                                             |              |              |             |             |        |
|                | Parti socialiste                            | 75 271       | 22,60        | 91 663      | 32,90       | 1      |
|                | Parti communiste français                   | 43 932       | 13,19        | 23 142      | 8,30        | 0      |
|                | Union de la gauche                          | 119 203      | 35,79        | 114 805     | 41,21       | 1      |
|                |                                             |              |              |             |             |        |
|                | Extrême gauche (LO, LCR et UOPDP)           | 7 431        | 2,23         |             |             | 0      |
|                | Divers écologiste                           | 3 395        | 1,02         | 0           |             |        |
|                | Union démocratique bretonne                 | 2 849        | 0,86         | 0           |             |        |
|                | Parti socialiste unifié                     | 1 943        | 0,58         | 0           |             |        |
|                | Fédération des républicains de progrès      | 213          | 0,06         | 0           |             |        |
|                |                                             |              |              |             |             |        |
| Inscrits       | Inscrits                                    | 399 512      | 100,00       | 335 055     | 100,00      | 6      |
| Abstentions    | Abstentions                                 | 61 759       | 15,46        | 50 120      | 14,96       |        |
| Votants        | Votants                                     | 337 753      | 84,54        | 284 935     | 85,04       |        |
| Blancs et nuls | Blancs et nuls                              | 4 698        | 1,39         | 6 337       | 2,22        |        |
| Exprimés       | Exprimés                                    | 333 055      | 98,61        | 278 598     | 97,78       |        |

### Résultats par circonscription

#### Première circonscription (Vannes)
| Candidat       | Candidat         | Parti                      | Premier tour | Premier tour | Second tour | Second tour |  |
| Candidat       | Candidat         | Parti                      | Voix         | %            | Voix        | %           |  |
| -------------- | ---------------- | -------------------------- | ------------ | ------------ | ----------- | ----------- |  |
|                | Paul Chapel élu  | UDF (PR)                   | 25 890       | 37,90        | 44 397      | 65,05       |  |
|                | Michel Olivier   | PS                         | 17 649       | 25,83        | 23 853      | 34,95       |  |
|                | Georges Cadoret  | RPR                        | 10 457       | 15,30        | Retrait     | Retrait     |  |
|                | Raymond Pinson   | Divers droite (Maj. prés.) | 7 580        | 11,09        |             |             |  |
|                | Pierre Joubin    | PCF                        | 4 209        | 6,16         |             |             |  |
|                | Catherine Hamond | LO                         | 2 533        | 3,71         |             |             |  |
|                |                  |                            |              |              |             |             |  |
| Inscrits       | Inscrits         | Inscrits                   | 83 520       | 100,00       | 82 490      | 100,00      |  |
| Abstentions    | Abstentions      | Abstentions                | 13 887       | 16,63        | 13 196      | 16          |  |
| Votants        | Votants          | Votants                    | 69 633       | 83,37        | 69 294      | 84          |  |
| Blancs et nuls | Blancs et nuls   | Blancs et nuls             | 1 315        | 1,89         | 1 044       | 1,51        |  |
| Exprimés       | Exprimés         | Exprimés                   | 68 318       | 98,11        | 68 250      | 98,49       |  |

#### Deuxième circonscription (Auray)
|                | Christian Bonnet sortant réélu | UDF (PR)       | 32 303 | 61,93  |  |  |  |
|                | Bernard Le Niliot              | PS             | 8 888  | 17,04  |  |  |  |
|                | René Mory                      | PCF            | 6 018  | 11,54  |  |  |  |
|                | Michel Le Corvec               | Écologie 78    | 3 395  | 6,51   |  |  |  |
|                | Claire Batisse                 | LO             | 906    | 1,74   |  |  |  |
|                | Daniel Dollé                   | UDB            | 652    | 1,25   |  |  |  |
|                |                                |                |        |        |  |  |  |
| Inscrits       | Inscrits                       | Inscrits       | 63 340 | 100,00 |  |  |  |
| Abstentions    | Abstentions                    | Abstentions    | 10 526 | 16,62  |  |  |  |
| Votants        | Votants                        | Votants        | 52 814 | 83,38  |  |  |  |
| Blancs et nuls | Blancs et nuls                 | Blancs et nuls | 652    | 1,23   |  |  |  |
| Exprimés       | Exprimés                       | Exprimés       | 52 162 | 98,77  |  |  |  |

#### Troisième circonscription (Pontivy)
| Candidat       | Candidat                  | Parti              | Premier tour | Premier tour | Second tour | Second tour |  |
| Candidat       | Candidat                  | Parti              | Voix         | %            | Voix        | %           |  |
| -------------- | ------------------------- | ------------------ | ------------ | ------------ | ----------- | ----------- |  |
|                | Jean-Charles Cavaillé élu | RPR                | 19 551       | 36,13        | 32 649      | 61,63       |  |
|                | Henri Le Breton           | Divers droite      | 15 154       | 28,01        | Retrait     | Retrait     |  |
|                | Michel Masson             | PS                 | 11 681       | 21,59        | 20 324      | 38,37       |  |
|                | Roland Le Merlus          | PCF                | 5 823        | 10,76        |             |             |  |
|                | Claude Lefebvre           | LO                 | 1 272        | 2,35         |             |             |  |
|                | Étienne de la Villarmois  | Divers droite (DC) | 627          | 1,16         |             |             |  |
|                |                           |                    |              |              |             |             |  |
| Inscrits       | Inscrits                  | Inscrits           | 62 746       | 100,00       | 62 735      | 100,00      |  |
| Abstentions    | Abstentions               | Abstentions        | 7 939        | 12,65        | 8 414       | 13,41       |  |
| Votants        | Votants                   | Votants            | 54 807       | 87,35        | 54 321      | 86,59       |  |
| Blancs et nuls | Blancs et nuls            | Blancs et nuls     | 699          | 1,28         | 1 348       | 2,48        |  |
| Exprimés       | Exprimés                  | Exprimés           | 54 108       | 98,72        | 52 973      | 97,52       |  |

#### Quatrième circonscription (Ploërmel)
| Candidat       | Candidat                   | Parti          | Premier tour | Premier tour | Second tour | Second tour |  |
| Candidat       | Candidat                   | Parti          | Voix         | %            | Voix        | %           |  |
| -------------- | -------------------------- | -------------- | ------------ | ------------ | ----------- | ----------- |  |
|                | Loïc Bouvard sortant réélu | UDF (CDS)      | 19 045       | 46,03        | 27 077      | 71,30       |  |
|                | Paul Anselin               | UDF (PR)       | 13 165       | 31,82        | Retrait     | Retrait     |  |
|                | Patrick Badouel            | PS             | 6 291        | 15,20        | 10 901      | 28,70       |  |
|                | Jean-Paul Jarno            | PCF            | 2 231        | 5,39         |             |             |  |
|                | Marc Avenel                | LO             | 646          | 1,56         |             |             |  |
|                |                            |                |              |              |             |             |  |
| Inscrits       | Inscrits                   | Inscrits       | 48 741       | 100,00       | 48 736      | 100,00      |  |
| Abstentions    | Abstentions                | Abstentions    | 6 918        | 14,19        | 8 630       | 17,71       |  |
| Votants        | Votants                    | Votants        | 41 823       | 85,81        | 40 106      | 82,29       |  |
| Blancs et nuls | Blancs et nuls             | Blancs et nuls | 445          | 1,06         | 2 128       | 5,31        |  |
| Exprimés       | Exprimés                   | Exprimés       | 41 378       | 98,94        | 37 978      | 94,69       |  |

#### Cinquième circonscription (Lorient)
| Candidat       | Candidat               | Parti          | Premier tour | Premier tour | Second tour | Second tour |  |
| Candidat       | Candidat               | Parti          | Voix         | %            | Voix        | %           |  |
| -------------- | ---------------------- | -------------- | ------------ | ------------ | ----------- | ----------- |  |
|                | Jean-Yves Le Drian élu | PS             | 20 076       | 29,42        | 36 585      | 52,55       |  |
|                | Jean-Claude Croizer    | RPR            | 15 455       | 22,65        | 33 037      | 47,45       |  |
|                | Edmond Le Coz          | UDF (PR) (CDS) | 14 550       | 21,32        | Retrait     | Retrait     |  |
|                | Armand Guillemot       | PCF            | 13 179       | 19,31        | Retrait     | Retrait     |  |
|                | René Le Pauder         | PSU (FAB)      | 1 943        | 2,85         |             |             |  |
|                | Joël Guégan            | UDB            | 1 275        | 1,87         |             |             |  |
|                | Jacqueline Le Naour    | LO             | 794          | 1,16         |             |             |  |
|                | Jean-Yves Cléry        | CNIP           | 490          | 0,72         |             |             |  |
|                | Romain Le Gal          | UOPDP          | 257          | 0,38         |             |             |  |
|                | Maurice Sachot         | FRP            | 213          | 0,31         |             |             |  |
|                |                        |                |              |              |             |             |  |
| Inscrits       | Inscrits               | Inscrits       | 83 744       | 100,00       | 83 688      | 100,00      |  |
| Abstentions    | Abstentions            | Abstentions    | 14 526       | 17,35        | 13 031      | 15,57       |  |
| Votants        | Votants                | Votants        | 69 218       | 82,65        | 70 657      | 84,43       |  |
| Blancs et nuls | Blancs et nuls         | Blancs et nuls | 986          | 1,42         | 1 035       | 1,46        |  |
| Exprimés       | Exprimés               | Exprimés       | 68 232       | 98,58        | 69 622      | 98,54       |  |

#### Sixième circonscription (Hennebont)
| Candidat       | Candidat                       | Parti          | Premier tour | Premier tour | Second tour | Second tour |  |
| Candidat       | Candidat                       | Parti          | Voix         | %            | Voix        | %           |  |
| -------------- | ------------------------------ | -------------- | ------------ | ------------ | ----------- | ----------- |  |
|                | Yves Le Cabellec sortant réélu | UDF (CDS)      | 22 403       | 45,85        | 26 633      | 53,51       |  |
|                | Eugène Crépeau                 | PCF            | 12 472       | 25,53        | 23 142      | 46,49       |  |
|                | Jean Giovannelli               | PS             | 10 686       | 21,87        | Retrait     | Retrait     |  |
|                | Armel Giquello                 | PSD            | 1 351        | 2,76         |             |             |  |
|                | Odile Picaud                   | LO             | 1 023        | 2,09         |             |             |  |
|                | Jean Groix                     | UDB            | 922          | 1,88         |             |             |  |
|                |                                |                |              |              |             |             |  |
| Inscrits       | Inscrits                       | Inscrits       | 57 421       | 100,00       | 57 406      | 100,00      |  |
| Abstentions    | Abstentions                    | Abstentions    | 7 963        | 13,87        | 6 849       | 11,93       |  |
| Votants        | Votants                        | Votants        | 49 458       | 86,13        | 50 557      | 88,07       |  |
| Blancs et nuls | Blancs et nuls                 | Blancs et nuls | 601          | 1,22         | 782         | 1,55        |  |
| Exprimés       | Exprimés                       | Exprimés       | 48 857       | 98,78        | 49 775      | 98,45       |  |